# キャドザントの戦い
キャドザントの戦い（キャドザントのたたかい、英語: Battle of Cadsand）は、 1337年11月にフランドル地方のキャドザント島（現オランダ）で起こった、イングランド王国軍とフランドル伯軍の戦いである。小規模な武力衝突ではあったが、同年に始まった英仏間の百年戦争の最初期の戦いとされ、イングランド軍が勝利を収めた。

## 背景
フランス南西部のギュイエンヌの宗主権を巡り対立を深めていたプランタジネット朝イングランド王国とヴァロワ朝フランス王国だったが、14世紀に入りフランス王位継承問題やフランドル問題、スコットランド問題などで亀裂は一気に深刻化していた。イングランド王エドワード3世は、フランスに亡命したスコットランド王デイヴィッド2世の引き渡しをフィリップ6世に求めたが拒否されて態度を硬化。一方のフィリップ6世は、対決姿勢を崩さないイングランド側に対して1337年5月、プランタジネット家のギュイエンヌ領の没収を宣言した。エドワード3世は同年11月1日、ヴァロワ朝に対して挑戦状を送りつけ、百年戦争が始まった。
開戦当初、イングランド艦隊は大軍を運ぶ準備ができておらず、エドワード3世は手っ取り早くかつ確実な戦果を挙げるため、すでにフランドル地方のエノー伯領に駐屯していた先遣隊を指揮するウォルター・マーニーに、小艦隊を率いてフランス支配下のキャドザント島を襲うように命じた。キャドザントは沼が多く、小さな漁村があるだけの貧しい島だったが、目の前にある富裕なスロイスの町の守備隊をおびき出すには好餌であった。

## 戦闘
11月9日、スロイスを攻撃しようとして失敗したマーニーは、兵士と水夫からなる3,700人の部隊をキャドザントに上陸させた。イングランド軍はここで数日間にわたり村々を襲って略奪や乱暴狼藉の限りを尽くし、火を放った。スロイスの守備隊長はフランドル伯ルイ1世の庶子ギーだったが、目前で繰り広げられる蛮行に我慢ができず、兵を率いてスロイスからキャドザントに渡った。しかし、敵軍の上陸を待ち構えていたイングランド軍は有利な地形でこれを迎え撃ち、フランドル軍は粉砕されてギーは捕虜となった。スロイスに逃げ帰った兵はほとんどいなかったという。イングランド軍の損害は軽微だった。キャドザントはフランドル軍をおびき寄せる役割しかなかったため、マーニーも数日後に島を放棄した。

## 戦後
この作戦は示威行動以外の意味はほとんど無かったが、英仏国境近くのフランドルの諸都市には動揺が広がり、またフィリップ6世にもある程度の衝撃を与えた。敗戦の原因をフランドルに潜む裏切り者のせいだと考えた王は諸都市への弾圧を強め、結果として多くのフランドル都市がフランスから離れていった。フランドル諸都市がフランスに対して反乱を起こしイングランドと同盟を結ぶと、エドワード3世はキャドザント襲撃を謝罪して賠償した。スロイスでは翌1340年にスロイスの海戦が起き、フランス艦隊が壊滅した。